# Ernest August de Hannover (cap de la casa reial de Hannover I)
Ernest August de Hannover, príncep de Hannover i cap de la casa reial dels Hannover (Brunsvic 1914 - Hannover 1987) va ser príncep de Hannover amb el tractament d'altesa reial que portà també els títols de duc de Brunsvic i de Lüneburg i el de príncep del Regne Unit.
Nat el dia 18 de març de 1914 a la ciutat de Brunsvic, capital del ducat sobirà homònim, fill del duc Ernest August de Hannover i de la princesa Victòria Lluïsa de Prússia. Net per via paterna del príncep Ernest August de Hannover i de la princesa Thyra de Dinamarca ho era per via materna del kàiser Guillem II de Prússia i de la princesa Augusta Victòria de Schleswig-Holstein-Sondenburg-Augustenburg.
Ernest August fou apadrinat pel kàiser Guillem II de Prússia, per l'emperador Francesc Josep I d'Àustria, pel rei Jordi V del Regne Unit i pel tsar Nicolau II de Rússia. Amb la caiguda de l'imperi l'any 1918, Ernest August i la resta de la família dels Hannover hagueren de marxar a l'exili i s'establiren a la finca austriaca de Gmunden que ja posseïen des de l'any 1866 quan foren expulsats de Hannover.
Ernest August cresqué en l'ambient alpí de Gmunden a la regió austriaca d'Alta Àustria. Allí visquerene recelosos l'ascens al poder d'Adolf Hitler i l'annexió d'Àustria al Reich el 1938. Tot plegat obligà al príncep a incorporar-se a les Joventuts Hitlerianes i posteriorment a participar militarment al front alemany de l'Est on fou destinat a Rússia.
L'any 1944 l'alta jerarquia nacionalsocialista observà que els prínceps alemanys poden erigir-se com un contrpoder del partit i començà una campanya indiscriminada d'arrests. Ernest August no en serà una excepció i serà tancat durant 20 mesos en una cel·la d'aïllament al quarter general de la Gestapo a Berlín.
No fou fins ben passat l'any 1945 que Ernest August pogué retornar a Gmunden amb la seva família i l'any 1951 es casà a l'edat de 37 anys amb la princesa Ortrud de Schleswig-Holstein-Sondenburg-Glücksburg amb qui tingué cinc fills:
- SAR la princesa Maria Victòria de Hannover, nada a Hannover el 1952. Es casà el 1982 al Castell de Marienburg amb el duc Michael von Hochberg zu Fürstenstein.

- SAR el príncep Ernest August de Hannover, nat a Hannover el 1954. Es casà el 1981 amb Chantal Hochuli de qui es divorcià el 1997 per casar-se el 1997 amb la princesa Carolina de Mònaco.

- SAR el príncep Lluís de Hannover, nat a Hannover el 1955 i mort a Gmunden el 1988. Es casà el 1987 amb la duquessa Isabel von Thurn Valsassina-Como-Vercelli.

- SAR la princesa Olga de Hannover, nada a Hannover el 1958.

- SAR la princesa Alexandra de Hannover, nada a Hannover el 1959. Es casà el 1981 a Amorbach amb el príncep Andreu de Leiningen.

- SAR el príncep Enric de Hannover, nat a Hannover el 1961. Es casà el 1999 amb l'aristòcrata alemanya Thyra von Westernhagen.

Pel testament del duc Ernest August de Hannover atorgat l'any 1953 el príncep Ernest August era l'administrador dels múltiples béns i propietats de la Casa de Hannover que incloïen entre d'altres el Castell de Marienburg i la propietat austriaca de Gmunden. Ara bé, la lectura del testament obrí una ferida entre el príncep Ernest August, la princesa Frederica de Hannover i el príncep Jordi Guillem de Hannover d'una banda i la princesa Victòria Lluïsa de Prússia i el príncep Cristià de Hannover de l'altra. Els desacords testamentaris dividiren la Casa de Hannover durant una dècada i els problemes no se solucionaren fins a l'any 1964 gràcies a l'arbitratge del príncep Bertold de Baden.
Malgrat tot, el príncep Ernest August i la seva muller, es distanciaren progressivament de la resta de la Família reial i cada vegada visqueren de forma més tancada a les seves propietats del Nord d'Alemanya amb una progressiva tendència a l'acoholisme.
La princesa Ortrud morí a Hannover el 6 de febrer de 1980, onze mesos abans que la seva sogra, i el príncep Ernest August es tornà a casar el dia 16 de juliol de 1981 amb la comtessa Mònica de Solms-Laubach membre d'una família de la petita reialesa alemanya. El casament d'Ernest Agust amb la comtessa Mònica fou una nova font d'enfrontaments entre els membres de la família Hannover.
La poca acceptació de la comtessa Mònica que es casà amb un príncep de 67 anys amb una profunda depressió i amb una addicció a l'alcohol, i sobretot el repartiment posterior de l'herència del príncep que assegurà una renda vitalícia a la seva segona muller gens negligible, feren que, en general, la família Hannover, girés l'esquena a la comtessa Mònica.
Ernest August de Hannover morí a l'edat de 73 anys al Castell de Marienburg a la ciutat de Hannover. Des de llavors, el seu fill Ernest August de Hannover ha exercit de cap de la família i d'administrador dels béns familiars alhora que ha augment el seu protagonisme en el papel-couché europeu arran del seu casament amb la princesa Carolina de Mònaco